# رگرسیون لجستیک چندجمله‌ای
در آمار، رگرسیون لجستیک چندجمله‌ای (به انگلیسی: Multinomial logistic regression) یک روش طبقه‌بندی است که رگرسیون لجستیک را به مسائل چندگانه، یعنی با بیش از دو نتیجه گسسته ممکن گسترش می‌دهد؛ یعنی مدلی برای پیش‌بینی احتمالات نتایج ممکن متفاوت یک متغیر وابسته طبقه‌بندی‌شده است. با توجه به مجموعه‌ای از متغیرهای مستقل (که ممکن است با ارزش واقعی، با ارزش دودویی، با ارزش طبقه‌ای و غیره باشند) استفاده می‌شود).